# Mazsalaca (novads)
Mazsalaca est une ancienne novads de Lettonie, située dans la région de Vidzeme. Créé en 2009, il est supprimé en 2021 et fusionné dans la municipalité de Valmiera.

## Historique
La municipalité de Mazsalaca (en letton : Mazsalacas novads) est créée en 2009 dans le cadre de la réforme du rajons de Valmiera. Elle comprend une ville Mazsalaca, chef-lieu, et 4 pagasts :  Mazsalacos, Ramatos, Sėlių et Skankalnės. D'une superficie de 417,9 km2, elle compte,en 2009, 4 042 habitants. 
Après la réforme administrative territoriale de 2021, elle est supprimée et fusionnée dans la nouvelle municipalité de Valmiera. 